# Araneus huixtla
Araneus huixtla är en spindelart som beskrevs av Levi 1991. Araneus huixtla ingår i släktet Araneus och familjen hjulspindlar. Inga underarter finns listade i Catalogue of Life.